# Ion Țăranu
Ion Țăranu  (n. 14 martie 1938, Turnu Măgurele, Teleorman, România – d. 2005) a fost un luptător român, laureat cu bronz la Roma 1960.
A fost component al clubului sportiv Dinamo București al Ministerului Afacerilor Interne și a deținut gradul de locotenent.

## Distincții
- Ordinul „Meritul Sportiv” clasa a III-a (8 mai 1968) „pentru contribuția deosebită adusă la dezvoltarea mișcării de cultură fizică și sport și pentru merite deosebite în activitatea sportivă de performanță, cu prilejul împlinirii a 20 de ani de la înființarea Clubului sportiv «Dinamo»-București al Ministerului Afacerilor Interne”[2]